# Ubezpieczeniowy Fundusz Gwarancyjny
Ubezpieczeniowy Fundusz Gwarancyjny (UFG) – niekomercyjna instytucja powołana w 1990 w wyniku rozwoju rynku ubezpieczeń w Polsce i wykonująca zadania zlecone przez ustawodawcę. Od 2016 roku UFG obsługuje Turystyczny Fundusz Gwarancyjny (TFG). TFG nie posiada oddzielnej osobowości prawnej i służy jako tzw. II filar zabezpieczeń turystów biorących udział w imprezach turystycznych na wypadek niewypłacalności organizatora turystyki.

## Działalność
Zadaniem funduszu jest wypłacanie odszkodowań i świadczeń z tytułu obowiązkowych ubezpieczeń OC posiadaczy pojazdów mechanicznych i rolników posiadających gospodarstwa rolne, gdy sprawca nie zawarł umowy ubezpieczenia (szkoda na mieniu i osobie) lub nie został zidentyfikowany (szkoda na osobie).
W 2019 roku suma wszystkich odszkodowań, świadczeń, rent oraz zobowiązań upadłych zakładów ubezpieczeń wyniosła ponad 94 mln zł. Szkody do UFG można zgłaszać za pośrednictwem dowolnego zakładu ubezpieczeń oferującego obowiązkowe ubezpieczenia OC.
Fundusz zaspokaja także roszczenia osób uprawnionych w przypadku ogłoszenia upadłości albo oddalenia wniosku o ogłoszenie upadłości zakładu ubezpieczeń lub umorzenia postępowania upadłościowego, jeżeli majątek dłużnika nie wystarcza nawet na zaspokojenie kosztów postępowania upadłościowego albo w przypadku zarządzenia likwidacji przymusowej zakładu ubezpieczeń, jeżeli roszczenia osób uprawnionych nie mogą być pokryte z aktywów stanowiących pokrycie rezerw techniczno-ubezpieczeniowych. Z obowiązkowych ubezpieczeń odpowiedzialności cywilnej UFG wypłaca 100% należnych odszkodowań i świadczeń, a z umów ubezpieczenia na życie w wysokości 50% wierzytelności, nie więcej jednak niż kwotę stanowiącą równowartość 30 tys. euro.
Fundusz jest organem uprawnionym do kontroli spełnienia obowiązku ubezpieczenia OC posiadaczy pojazdów mechanicznych i OC rolników. Fundusz nakłada i egzekwuje opłaty karne za brak obowiązkowego ubezpieczenia OC posiadaczy pojazdów mechanicznych korzystając z informacji przekazanych przez Policję i inne służby uprawnione do kontroli, a także pozyskanych z Systemu Wykrywania Nieubezpieczonych Pojazdów (tzw. wirtualnego policjanta UFG). W 2020 roku 87% przypadków przerwy w ubezpieczeniu OC posiadaczy pojazdów mechanicznych wykryto dzięki wirtualnym kontrolom Funduszu.
Podstawę działania UFG stanowi ustawa z dnia 22 maja 2003 o ubezpieczeniach obowiązkowych, Ubezpieczeniowym Funduszu Gwarancyjnym i Polskim Biurze Ubezpieczycieli Komunikacyjnych.
Prezesem Zarządu UFG od września 2019 jest Małgorzata Ślepowrońska. W latach 2008–2019 prezesem Zarządu UFG była Elżbieta Wanat-Połeć.
Fundusz prowadzi bazę danych Ośrodka Informacji (OI UFG), która zawiera informacje o wszystkich sprzedanych polisach komunikacyjnych OC. Dzięki tej bazie za darmo, znając numer rejestracyjny lub numer VIN pojazdu oraz datę zdarzenia, można sprawdzić, czy pojazd sprawcy ma wykupione ubezpieczenie odpowiedzialności cywilnej. Dane w bazie UFG dotyczą kierujących pojazdami biorących udział w zdarzeniu (zarówno właścicieli pojazdów, jak i sprawców wypadków). UFG udostępnia bezpłatne aplikacje mobilne „UFG Baza” oraz „UFG Na Wypadek”, dzięki którym na miejscu zdarzenia za pomocą urządzeń mobilnych można sprawdzić ważność polisy OC sprawcy i skompletować informacje potrzebne później do likwidacji szkody.
Siedziba UFG mieści się w Warszawie, przy ul. Płockiej 9/11.